# Проспект Нахімова (Маріуполь)
47°5′0″ пн. ш. 37°31′16″ сх. д. / 47.08333° пн. ш. 37.52111° сх. д.

Проспект Нахімова — одна з центральних вулиць Маріуполя, що направляється з центра міста до центра Приморського району, до морського вокзалу порту. Довжина — 4,2 км. Раніше називалась Верхнє Портовське шосе.